# Haight-Ashbury
Haight-Ashbury é um distrito da cidade de São Francisco, na Califórnia, localizado em torno da esquina das ruas Haight e Ashbury, famoso por seu papel como centro difusor do movimento hippie na década de 1960, nos Estados Unidos. É popularmente chamado de The Haight.
A área engloba suas vizinhanças, sendo dividida em baixa-Haight e alta-Haight, tendo seu limite oeste no parque da ponte Golden Gate e a leste no Buena Vista Park. Uma área dentro do parque, exatamente ao oeste, conhecida como Hippie Hill, também faz parte de Haight-Ashbury. O nome das duas ruas homenageia figuras de projeção na antiga cidade de São Francisco, como o banqueiro Henry Haight, e Munroe Ashburn,  um dos primeiros políticos da comunidade, ainda no século XIX.

## Ícone da contracultura
Desde os anos 1960 e de anos anteriores, quando era ligado à cultura beat, Haight-Ashbury era procurado como moradia de pessoas que não tinham condições de morar em locais mais nobres do norte da cidade, e ali encontravam imóveis e aluguéis mais baratos numa área menos densamente povoada. Desde esta época, o lugar e a cidade de São Francisco tornaram-se a referência física do movimento hippie e da contracultura.

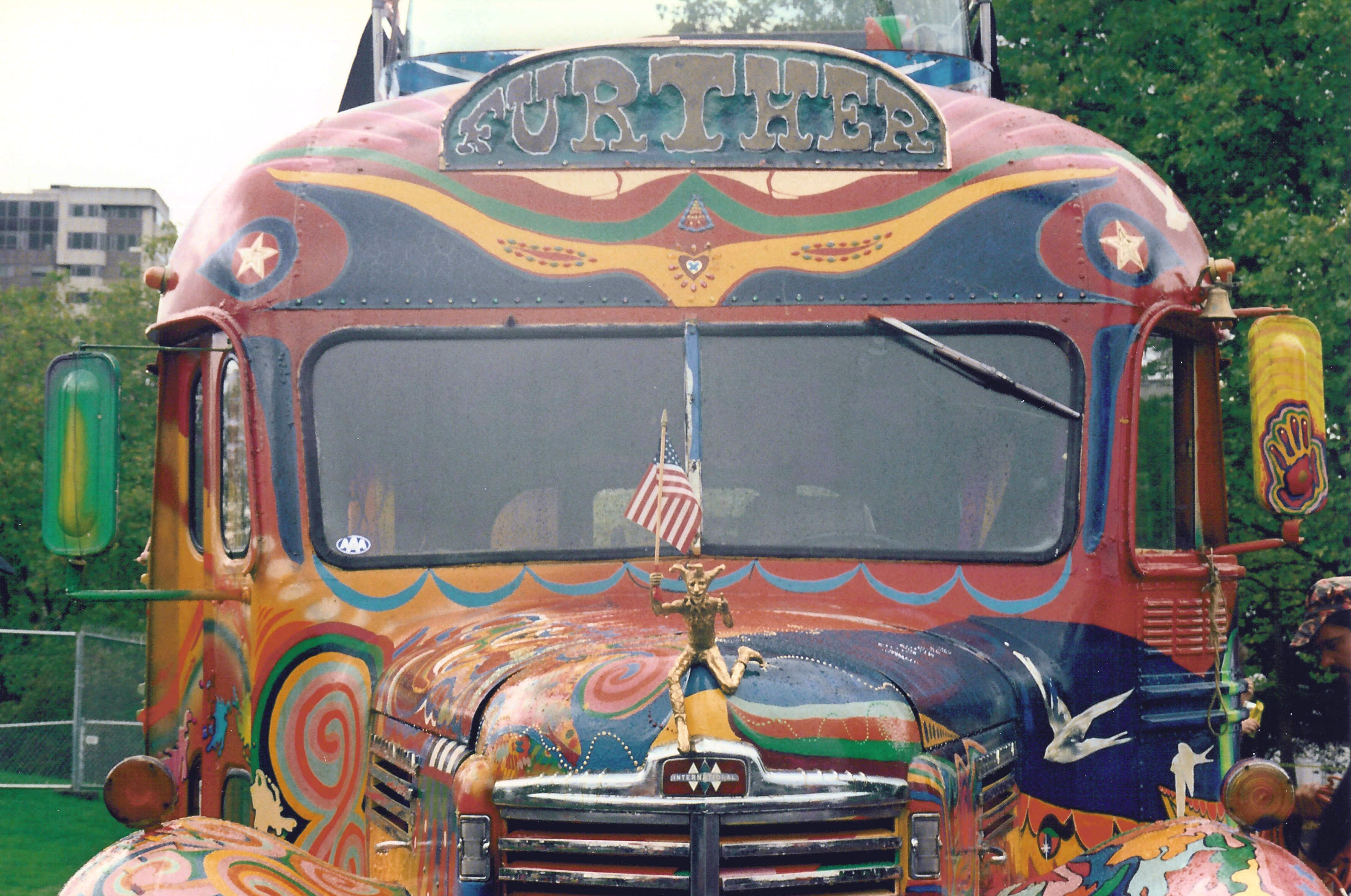
Estética do psicodelismo da contracultura hippie nascida na área

São Francisco e The Haight ganharam reputação como centro de uma cultura Hippie e do amor livre. Em 1967, a área ganhou fama internacional como o paraíso de contra cultura e habitat natural de diversos músicos e grupos de rock'n'roll psicodélico da época, como Janis Joplin, Jefferson Airplane e Grateful Dead, cujos integrantes viviam há pouca distância da famosa interseção e que eternizaram a cena local em diversas canções. Grupos performáticos de teatro de rua e todo tipo de cultura underground também faziam parte do clima efervescente e hippie da área.
Durante o 'Verão do Amor', em 1967, o psicodelismo e a música ligada a este conceito de vida e artístico, estava se tornando moda em todos o mundo, e dominava as paradas das estações de rádio dos Estados Unidos. Canções como San Francisco (Be Sure to Wear Flowers in Your Hair) lideravam as paradas e tornavam-se um hit. Monterey Pop, o primeiro dos festivais de rock, realizado em junho daquele ano, cimentava o rock psicodélico como parte da cultura dominante e elevava bandas do Haight, como Big Brother and the Holding Company (que lançou Janis Joplin como vocalista) ao estrelato nacional.

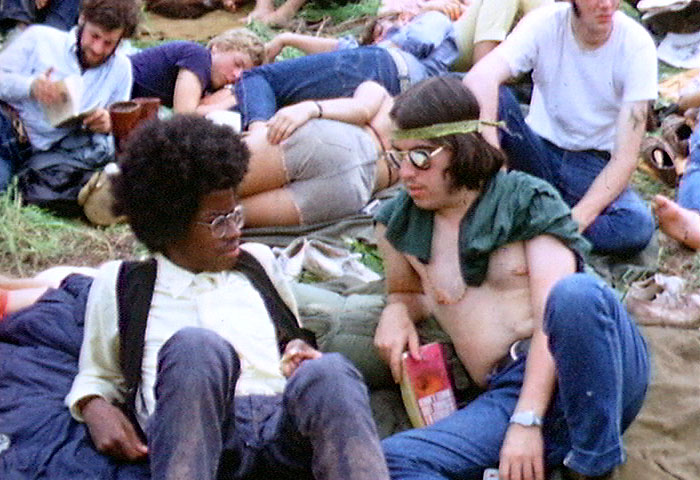
Hippies nos anos 1960, o movimento nascido em torno de Haight-Ashbury

Em 7 de julho de 1967, a reportagem de capa da revista TIME, "The Hippies: Philosophy of a Subculture," e uma matéria na rede de televisão CBS em agosto, "The Hippie Temptation", além de outros focos da mídia na cultura hippie, expuseram o local a uma enorme atenção nacional, e popularizaram o movimento da contracultura no país e através do mundo. Milhares de jovens migraram de todas as partes dos Estados Unidos para Haight-Ashbury, mudando definitivamente a estrutura social das vizinhanças e a visão do mundo sobre São Francisco.
Em consequência desta nova população migratória e de uma crescente crise na saúde devido ao aumento de consumo de drogas e a falta de seguro saúde, fundou-se no Haight a primeira clínica médica grátis do país, cujo lema era 'Saúde é um direito, não um privilégio'. A clínica funcionou até 2007, quando foi transferida para outro local da cidade.

## Atualmente

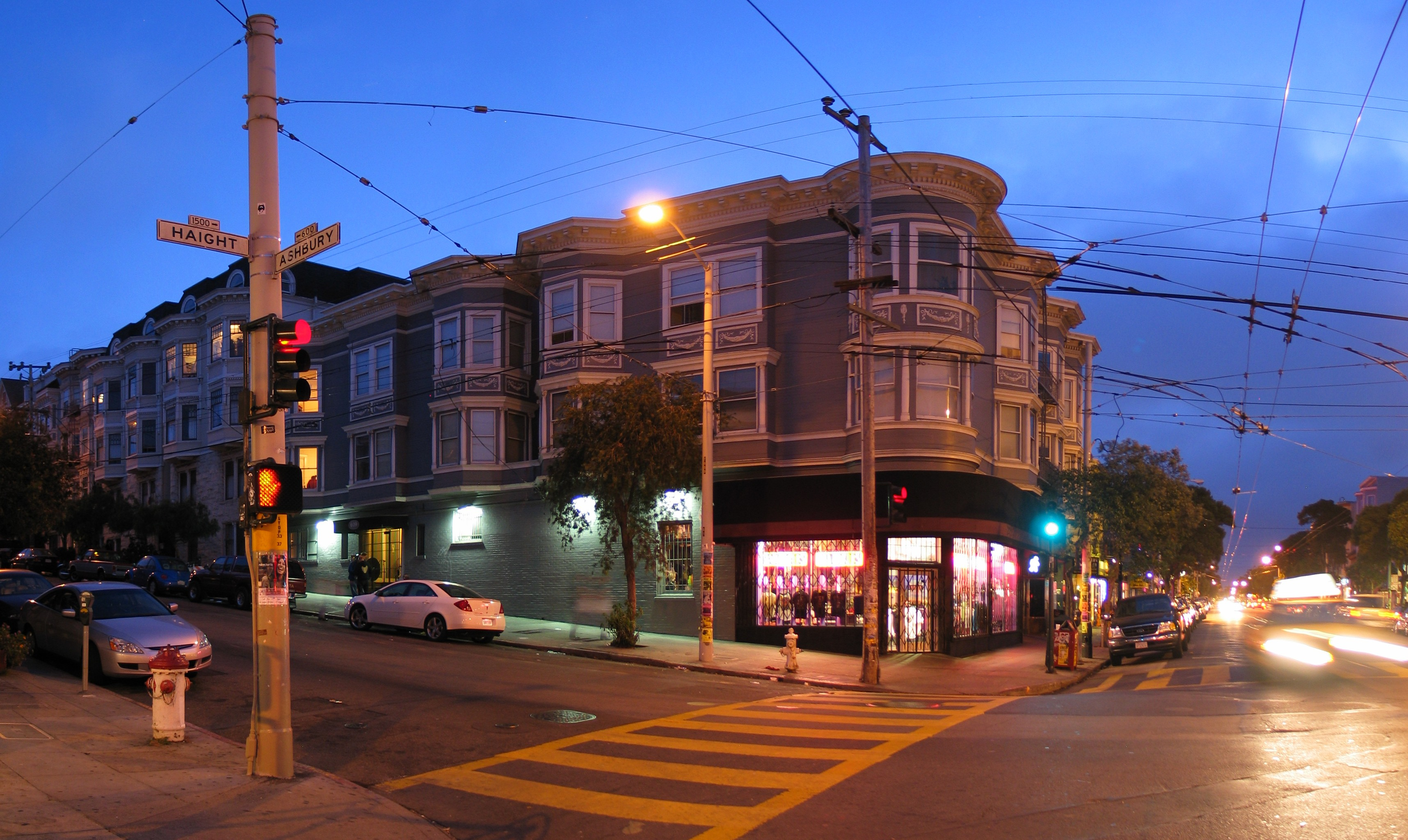
A famosa esquina, em 2006.

Hoje a área ainda mantém o ar boêmio que a caracterizava. Apesar da esquina famosa ser hoje ocupada por uma prosaica sorveteria, as áreas em volta continuam cheias de comércio independente, pequenas butiques de roupas e acessórios artesanais, lojas de discos e livrarias. A coabitação entre remanescentes dos anos 1950, da era do psicodelismo da década seguinte, do punk rock dos anos 1970 com os moradores que ali chegaram após a época yuppie dos anos 1980, é um dos aspectos mais interessantes da diversidade existente.
A Feira de Rua Haight-Ashbury (Haight-Ashbury Street Fair) é realizada anualmente todo segundo domingo de junho, e para a qual a rua Haight é fechada, entre alguns quarteirões, por dois palcos de som de cada lado, sendo um evento bastante frequentado e populoso, devido principalmente ao grande número de turistas que comparece à feira.
As propriedades da região, tanto residenciais quanto comerciais, tem um grande valor imobiliário e alta procura de compradores e inquilinos, como um testemunho da longa história, da fama e das atrações de Haight-Ashbury e da cidade de São Francisco.